# 1004
| [ Edytuj tabelę ]              |                                                 |
| Książę Polski                  | - 992 Bolesław I Chrobry 1025                   |
| Król Angkoru                   | - 1002 Dżajawirawarman 1010                     |
| Król Anglii                    | - 978 Ethelred II Bezradny 1016                 |
| Hrabia Aragonii i król Nawarry | - 1000 Sancho III Wielki 1035                   |
| Hrabia Barcelony               | - 992 Rajmund Borrell 1017                      |
| Książę Bawarii                 | - 995 Henryk IV 1005                            |
| Książę Burgundii               | - 1002 Otto Wilhelm 1004 - 1004 Rudolf III 1016 |
| Cesarz Bizancjum               | - 976 Bazyli II Bułgarobójca 1025               |
| Car Bułgarii                   | - 976 Samuel Komitopul 1014                     |
| Cesarz Chin                    | - 997 Song Zhenzong 1022                        |
| Książę Czech                   | - 1004 Jaromir 1012                             |
| Król Danii                     | - 987 Swen Widłobrody 1014                      |
| Władca Egiptu                  | - 996 Al-Hakim bi-Amr Allah 1021                |
| Król Francji                   | - 996 Robert II Pobożny 1031                    |
| Król Gruzji                    | - 1001 Bagrat III 1014                          |
| Hrabia Holandii                | - 993 Dirk III 1039                             |
| Król Irlandii                  | - 1002 Brian Śmiały 1014                        |
| Cesarz Japonii                 | - 986 Ichijō 1011                               |
| Kalif                          | - 991 Al-Kadir 1031                             |
| Hrabia Kastylii                | - 995 Sancho I Garcia 1017                      |
| Król Kastylii                  | - 1000 Sancho III 1035                          |
| Wielki książę Kijowa           | - 978 Włodzimierz I Wielki 1015                 |
| Patriarcha Konstantynopola     | - 999 Sergiusz II 1019                          |
| Władca Korei                   | - 997 Mokjong 1009                              |
| Król Leónu                     | - 999 Alfons V 1028                             |
| Król Norwegii                  | - 999 Swen Widłobrody 1015                      |
| Hrabia Palatynatu              | - 994 Ezzon 1034                                |
| Papież                         | - 1003 Jan XVIII 1009                           |
| Hrabia Portugalii              | - 999 Mendo II 1008                             |
| Książę Saksonii                | - 973 Bernard I 1011                            |
| Król Szkocji                   | - 997 Kenneth III 1005                          |
| Król Szwecji                   | - 995 Olof Skötkonung 1022                      |
| Doża Wenecji                   | - 991 Pietro II Oseolo 1009                     |
| Król Węgier                    | - 1000 Stefan I Święty 1038                     |
| Cesarz Wietnamu                | - 980 Lê Hoàn 1005                              |

Rok 1004 / MIV
stulecia: X wiek ~
XI wiek ~
XII wiek

lata: 994 «
999 «
1000 «
1001 «
1002 «
1003 «
1004
» 1005
» 1006
» 1007
» 1008
» 1009
» 1014

## Wydarzenia w Polsce
- Nastąpił koniec krótkiego panowania Bolesława Chrobrego w Czechach. Książęta czescy z pomocą oddziałów króla niemieckiego Henryka II Świętego odzyskali władzę.

## Wydarzenia na świecie
- Miała miejsce pierwsza wyprawa włoska Henryka II Świętego.
- 15 maja – król niemiecki Henryk II Święty koronował się w Pawii na króla Włoch.

## Urodzili się
- Wilhelm VI Gruby, książę Akwitanii i hrabia Poitiers (jako Wilhelm IV) (zm. 1038)

## Zmarli
- 11 lipca – Tybald II, hrabia Blois, Châteaudun, Chartres i Reims (ur. ok. 985)
- 4 listopada – Otto I Karyncki, książę Karyntii w latach 978-983 i 995-1002 i hrabia Wormacji od 955 (ur. ok. 948)
- 13 listopada – Abbo z Fleury, uczony, opat Fleury, zwolennik reformy kluniackiej (ur. ok. 940-950).
- 27 grudnia – Nil z Rossano, święty katolicki i prawosławny, eremita (ur. 910)
- data dzienna nieznana: 
  - Adelajda Akwitańska, królowa francuska (ur. 945-952)
  - Sobiesław Sławnikowic, najstarszy syn Sławnika (ur. ?)